# Tenu dam-cum-Kathhara
Tenu dam-cum-Kathhara is een census town in het district Bokaro van de Indiase staat Jharkhand. 

## Demografie
Volgens de Indiase volkstelling van 2001 wonen er 20443 mensen in het dorp, waarvan 53% mannelijk en 47% vrouwelijk is. De plaats heeft een alfabetiseringsgraad van 56%. 